# Мейсхау
Мейсхау (англ. Maeshowe або Maes Howe, походження назви спірне) — похоронний каїрн і гробниця коридорного типу епохи Неоліту, розташована на острові Мейнленд, найбільшому з Оркнейських островів в Шотландії. Разом з іншими пам'ятниками неоліту на Оркнейських островах, Мейсхау з 1999 року входить до списку Світової спадщини ЮНЕСКО. За конструкцією, каїрн в Мейсхау не має аналогів ні в Шотландії, ні будь-де ще.

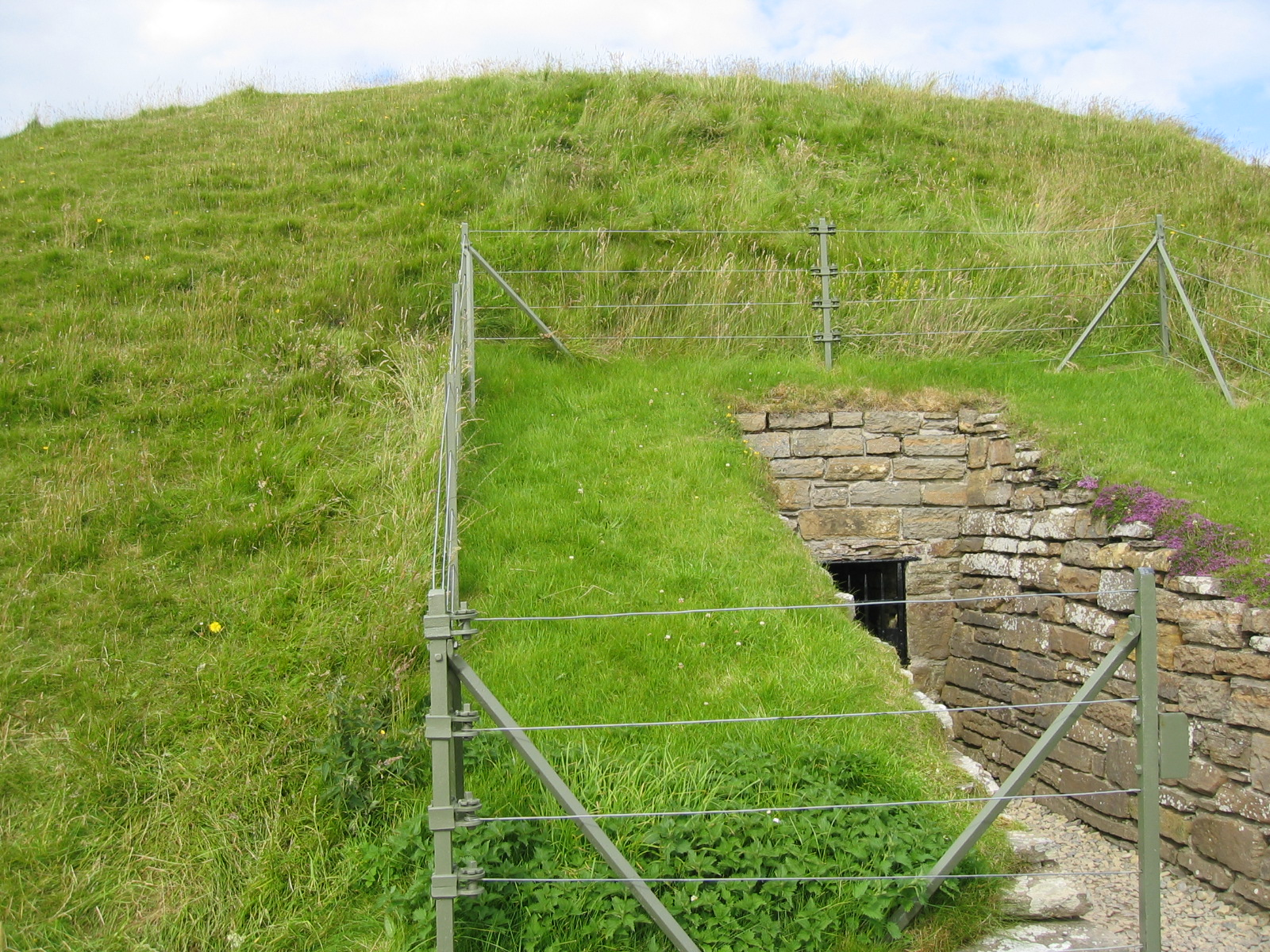
Вхід до гробниці Мейсхау

Мейсхау — одна з найбільших гробниць на Оркнейських островах. Порослий травою курган приховує комплекс коридорів і камер, споруджених з ретельно оброблених плит слюдистого пісковику масою до 30 тонн. Його висота близько 7,3 м, а діаметр — близько 35 м. Пам'ятник розташований таким чином, що задня стіна центральної камери у вигляді грубого кубу, що спирається на стіну з кронштейнами, освітлюється під час зимового сонцестояння. Подібна ж картина спостерігається в коридорній гробниці Ньюгрейндж.
Гробницю Мейсхау спорудили представники однієї з культур жолобкової кераміки. Мейсхау нагадує ряд інших важливих стародавніх пам'ятників, що відносяться до того ж періоду. На думку ряду археологів, спочатку він був оточений великим кругом з каменів.
Як повідомляє Оркнейська сага, Мейсхау розграбували вікінги — ярли Гаральд Маддадссон і Рагнвальд з Мірі — приблизно у XII столітті. Крім того, вікінги залишили декілька рунічних написів на кам'яних стінах похоронної камери, яка якийсь час служила їм житлом. Всього збереглося близько 30 рунічних написів — це найбільша їх колекція у світі.
В «сучасні» часи гробниця була відкрита в липні 1861 року. Дах з карнизами було знищено того ж року надмірно активними археологами, через яких, крім того, загинув весь матеріал, знайдений в гробниці (включаючи унікальні артефакти). З іншого боку, основну конструкцію гробниці пошкоджено не було, і досі пам'ятник є унікальним прикладом споруди кам'яної доби, що не має аналогів у світі.